# Bois-Sainte-Marie
Bois-Sainte-Marie és un municipi francès, situat al departament de Saona i Loira i a la regió de Borgonya - Franc Comtat. L'any 2007 tenia 197 habitants.

## Demografia

### Població
El 2007 la població de fet de Bois-Sainte-Marie era de 197 persones. Hi havia 41 famílies, de les quals 12 eren unipersonals (4 homes vivint sols i 8 dones vivint soles), 17 parelles sense fills i 12 parelles amb fills.
La població ha evolucionat segons el següent gràfic:
Habitants censats

### Habitatges
El 2007 hi havia 69 habitatges, 40 eren l'habitatge principal de la família, 20 eren segones residències i 9 estaven desocupats. 62 eren cases i 7 eren apartaments. Dels 40 habitatges principals, 29 estaven ocupats pels seus propietaris i 10 estaven llogats i ocupats pels llogaters; 4 tenien dues cambres, 5 en tenien tres, 9 en tenien quatre i 21 en tenien cinc o més. 27 habitatges disposaven pel capbaix d'una plaça de pàrquing. A 25 habitatges hi havia un automòbil i a 14 n'hi havia dos o més.

### Piràmide de població
La piràmide de població per edats i sexe el 2009 era:
| Homes | Edats   | Dones |
| ----- | ------- | ----- |
| 0     | 95 o +  | 6     |
| 5     | 90 a 94 | 13    |
| 6     | 85 a 89 | 15    |
| 8     | 80 a 84 | 4     |
| 12    | 75 a 79 | 8     |
| 21    | 70 a 74 | 9     |
| 14    | 65 a 69 | 5     |
| 9     | 60 a 64 | 9     |
| 5     | 55 a 59 | 3     |
| 5     | 50 a 54 | 2     |
| 5     | 45 a 49 | 4     |
| 3     | 40 a 44 | 2     |
| 2     | 35 a 39 | 4     |
| 2     | 30 a 34 | 5     |
| 3     | 25 a 29 | 4     |
| 2     | 20 a 24 | 2     |
| 3     | 15 a 19 | 2     |
| 3     | 10 a 14 | 2     |
| 3     | 5 a 9   | 2     |
| 2     | 0 a 4   | 1     |

## Economia
El 2007 la població en edat de treballar era de 59 persones, 40 eren actives i 19 eren inactives. De les 40 persones actives 37 estaven ocupades (16 homes i 21 dones) i 3 estaven aturades (2 homes i 1 dona). De les 19 persones inactives 10 estaven jubilades, 2 estaven estudiant i 7 estaven classificades com a «altres inactius».
Activitats econòmiques
Dels 3 establiments que hi havia el 2007, 1 era d'una empresa de comerç i reparació d'automòbils i 2 d'entitats de l'administració pública.
L'any 2000 a Bois-Sainte-Marie hi havia 6 explotacions agrícoles.

## Poblacions més properes
El següent diagrama mostra les poblacions més properes.